# نومد فودز
نومد فودز (انگلیسی: Nomad Foods) شرکت صنایع غذایی بریتانیایی است، که در سال ۲۰۱۵ توسط مارتین فرانکلین تأسیس شد.